# Rhea County
Das Rhea County ist ein County im Bundesstaat Tennessee der Vereinigten Staaten. Das U.S. Census Bureau hat bei der Volkszählung 2020 eine Einwohnerzahl von 32.870 ermittelt. Der Verwaltungssitz (County Seat) ist Dayton.

## Geographie
Das County liegt im mittleren Osten von Tennessee und hat eine Fläche von 871 Quadratkilometern, wovon 53 Quadratkilometer Wasserfläche sind. Es grenzt im Uhrzeigersinn an folgende Countys: Cumberland County, Roane County, Meigs County, Hamilton County und Bledsoe County.

## Geschichte
Rhea County wurde am 30. November 1807 aus Teilen des Roane County gebildet. Benannt wurde es nach John Rhea, einem Politiker aus Tennessee und Mitglied im Repräsentantenhaus.

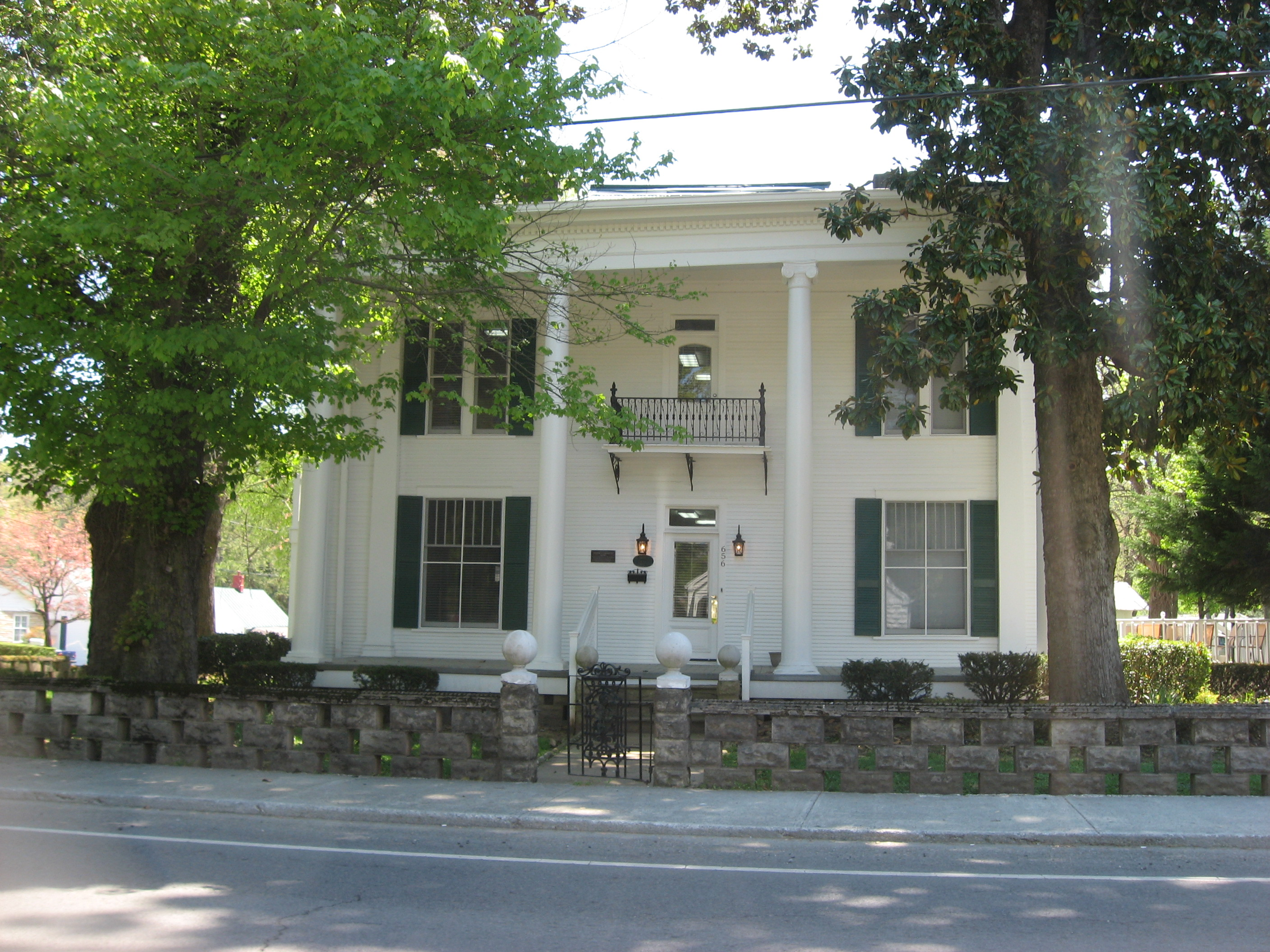
Das Dr. Walter Thomison House ist einer von vier Einträgen des Countys im NRHP.

Ein Ort im County hat den Status einer National Historic Landmark, das Rhea County Courthouse. Vier Bauwerke und Stätten des Countys sind insgesamt im National Register of Historic Places (NRHP) eingetragen (Stand 27. August 2018).

## Demografische Daten

Alterspyramide Rhea County

Nach der Volkszählung im Jahr 2000 lebten im Rhea County 28.400 Menschen in 11.184 Haushalten und 8.108 Familien. Die Bevölkerungsdichte betrug 35 Einwohner pro Quadratkilometer. Ethnisch betrachtet setzte sich die Bevölkerung zusammen aus 95,41 Prozent Weißen, 2,04 Prozent Afroamerikanern, 0,39 Prozent amerikanischen Ureinwohnern, 0,29 Prozent Asiaten, 0,04 Prozent Bewohnern aus dem pazifischen Inselraum und 0,75 Prozent aus anderen ethnischen Gruppen; 1,08 Prozent stammten von zwei oder mehr Ethnien ab. 1,67 Prozent der Bevölkerung waren spanischer oder lateinamerikanischer Abstammung.
Von den 11.184 Haushalten hatten 31,2 Prozent Kinder und Jugendliche unter 18 Jahre, die bei ihnen lebten. 57,4 Prozent waren verheiratete, zusammenlebende Paare, 11,2 Prozent waren allein erziehende Mütter und 27,5 Prozent waren keine Familien. 23,8 Prozent waren Singlehaushalte und in 9,9 Prozent lebten Personen im Alter von 65 Jahren oder darüber. Die Durchschnittshaushaltsgröße betrug 2,46 und die durchschnittliche Haushaltsgröße betrug 2,90 Personen.
23,7 Prozent der Bevölkerung waren unter 18 Jahre alt, 10,0 Prozent zwischen 18 und 24, 27,5 Prozent zwischen 25 und 44, 25,0 Prozent zwischen 45 und 64 und 13,8 Prozent waren älter als 65. Das Durchschnittsalter betrug 37 Jahre. Auf 100 weibliche Personen kamen statistisch 94,3 männliche Personen und auf 100 Frauen im Alter von 18 Jahren und darüber kamen 91,7 Männer.
Das jährliche Durchschnittseinkommen eines Haushalts betrug 30.418 USD, das Durchschnittseinkommen der Familien betrug 35.580 USD. Männer hatten ein Durchschnittseinkommen von 30.066 USD, Frauen 21.063 USD. Das Prokopfeinkommen betrug 15.672 USD. 11,4 Prozent der Familien und 14,7 Prozent der Einwohner lebten unterhalb der Armutsgrenze.